# Thorsten Margis
Thorsten Margis (n. 14 august 1989, Bad Honnef, Republica Federală Germania, Germania) este un bober ce a reprezentat Germania, medaliat olimpic. A participat la 3 ediții ale Jocurilor Olimpice (2014, 2018, 2022) în care a câștigat patru medalii de aur.